# Forster-Decker-reactie
De Forster-Decker-reactie is een opeenvolging van organische reacties, waarbij een primair amine (1) wordt omgezet tot een secundair amine (6):
De eerste stap impliceert de vorming van een Schiff-base (3) door reactie van het primair amine (1) met een aromatisch aldehyde (benzaldehyde). De Schiff-base wordt gealkyleerd tot het overeenkomstig iminiumzout (5), dat vervolgens gehydrolyseerd wordt tot het secundair amine (6). Hierbij wordt het aromatisch aldehyde opnieuw afgesplitst.